# Hof-Apotheke (Karlsruhe)

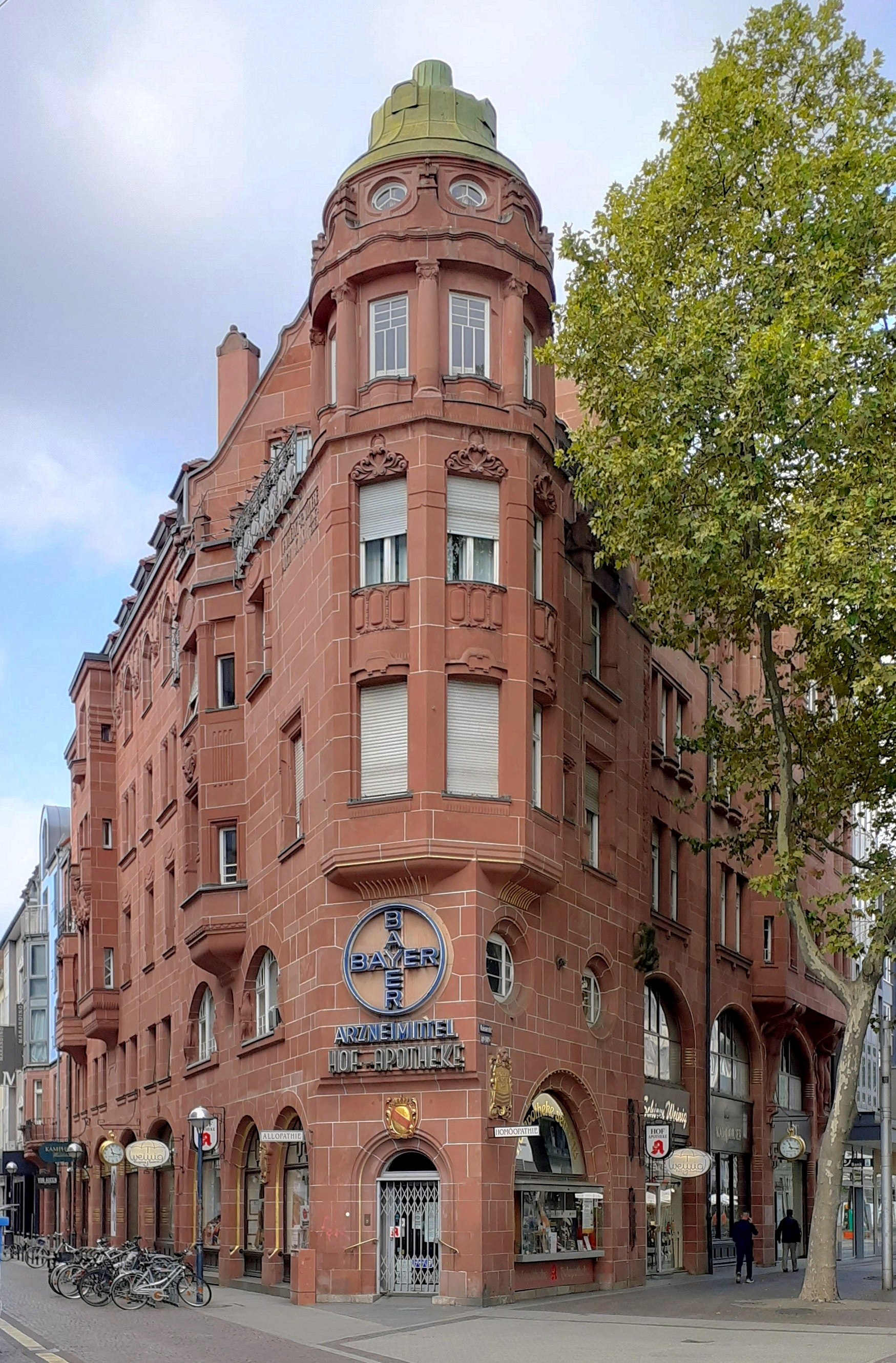
Hof-Apotheke 2022

Die Hof-Apotheke in Karlsruhe gilt als bekanntestes Werk des Architekten Hermann Billing in seiner Heimatstadt und steht unter Denkmalschutz. Das Jugendstil-Gebäude entstand 1900 bis 1901 an der Hauptgeschäftsstraße Kaiserstraße.

## Geschichte
Die markgräflich badische Leibapotheke wurde wenige Jahre nach Gründung der Stadt 1718 im Schloss Karlsruhe eingerichtet, 1833 in die Stadt verlagert und in eine öffentliche Apotheke umgewandelt, die als Privatunternehmen schließlich nur noch dem Namen nach eine Hofapotheke war. Seit den 1870er Jahren war sie auf dem spitzwinkligen Grundstück zwischen der Kaiserstraße und der Waldstraße untergebracht, auf dem der Apotheker Friedrich Stroebe 1900 das heutige Gebäude errichten ließ. Für Hermann Billing war es der erste städtische Großbau. Das fünfgeschossige Wohn- und Geschäftshaus entstand als seine eigenständige Arbeit im Büro Billing & Mallebrein und beherbergte neben der Apotheke sechs weitere Läden.
Das Gebäude zeigt die für Billings Jugendstil-Gebäude typische Kombination aus wuchtiger Monumentalität, variabler Gliederung und filigranen Details. Die Fassade einschließlich der Figuren besteht aus rotem Mainsandstein mit betonten weißen Fugen. Die Ornamente sind vergoldet, ursprünglich waren sie teilweise grün bemalt.
Die Bauplastik am Haus stammt vom Karlsruher Bildhauer Fridolin Dietsche.